# Justina Szilágyi
Justina Szilágyi de Horogszeg (mađarski: horogszegi Szilágyi Jusztina; rođena prije 1455. – 1497.) bila je mađarska plemkinja, koja je postala druga supruga vlaškoga kneza Vlada Drakule. 
Bila je kćer Ladislava ili Osváta Szilágyija, a time i rođakinja mađarskog kralja Matije Korvina. On ju je prvo dao udati za Vaclava Pongráca iz Szentmiklósa. Pongrác je naslijedio posjed u Gornjoj Mađarskoj (današnja Slovačka), ali bio je prisiljen odreći ga se u zamjenu za zemljište koje su Justina i on zajedno dobili u Transilvaniji kao bračni poklon. 
Nakon što je Pongrác umro 1474. godine, udovica Justina udala se za Vlada Drakulu, kojega je Matija Korvin 1475. godine priznao kao zakonitoga kneza Vlaške. Za oboje je to bio drugi brak. Ne zna se sa sigurnošću jesu li imali djece - neki izvori navode da su imali sina. Drakula je zauzeo Vlašku krajem 1476., ali je ubrzo ubijen. 
Kako bi ojačala svoje pravo na transilvanske posjede, udala se za Paula Sukija, koji je bio povezan s bivšim vlasnicima tih područja. Nakon smrti Sukija 1479. godine, Justina se udala za Ivana Erdélyia iz Somkeréka, s kojim je bila u braku sve do svoje smrti 1497. godine.